# En agitator
En agitator er et maleri af Erik Henningsen fra 1899. Værket er ikke et bestilt arbejde. Det blev udstillet i marts-april 1899, og kan derfor ikke ses som kommentar til dette års begivenheder. Begivenheder senere på året aktualiserede dog værket.
I 1899 havde storlockouter sendt mange arbejdere ud i flere måneders arbejdsløshed. Dette på grund af uoverensstemmelser mellem arbejderne og deres voksende fagforeninger på den ene side og på den anden side arbejdsgiverne. Konflikten sluttede efter 19 ugers lockout, der berørte næsten 40.000 mænd, og sluttede med Septemberforliget, der fastsatte regler for lockout og strejker.
Med En agitator skildrede Erik Henningsen arbejdernes store møder på Fælleden i København i slutningen af 1800-tallet. På en skitse til billedet, som befinder sig på Det Nationalhistoriske Museum på Frederiksborg Slot, er Frederik Borgbjerg nævnt som taleren, men på det færdige maleri ligner han Louis Pio. Denne skitse var en del af dødsboet efter Erik Henningsen.
I dag hænger billedet på Metalskolen Jørlunde. Det var en gave til skolen ved dens indvielse i 1968 fra Centralforeningen for de københavnske smede. Smedeformanden Hans Rasmussen købte billedet for 16-17.000 kroner af Julius Bomholt, som han kendte fra sit arbejde i Folketinget. Julius Bomholt forklarer i bladet "Metal" , at billedet sikkert er solgt til Tyskland, da det var forsynet med tysk tekst, og derfra er det kommet videre til en malerisamling i Norditalien. Via en tysk professor blev Bomholt gjort opmærksom på billedet. Professoren mente at en dansk arbejderorganisation kunne være interesseret i billedet, men det var ikke muligt at få arrangeret en et køb ad den vej. Derfor købte Bomholt selv billedet, med den bagtanke at en organisation skulle have billedet, hvilket skete ved smedenes køb af det som gave til Metalskolen. Der har været antydninger af at billedet har tilhørt den italienske kongefamilie.

## Komposition
Billedets midte deler billedet i to forskellige dele, venstre side med talerstolen, betjente til hest, bannere og Dannebrog. I højre side står tilhørerne. Taleren og en tilhører rækker begge en hånd frem mod billedets midte. Inddelingen af billedet i to halvdele og talerstolens sammenfaldende overkant med horisonten giver en friseagtig komposition. Blandt tilhørerne indtager tre kvinder fremtrædende positioner, arbejderkvinden med barn på armen, den unge kvinde i hvidt og med hat, formentlig en af middelklassens feministiske oprørere. Mellem dem står en ældre kvinde ved siden af en typisk arbejder.

## Udstillingshistorie
Værket blev udstillet 1899 på Charlottenborgs Forårsudstilling. Det var en del af udstillingen "Industriens billeder", som vistes på Arbejdermuseet i København fra 10. januar til 8. marts 2007 og på Nordjyllands Kunstmuseum i Aalborg fra 31. marts til 3. juni 2007.

## Forstudier
Der findes to forstudier:
- En folketaler. Et forstudie., 1899 (1880'erne[6]) , olie på lærred, 23,5 x 33,5 cm, Det Nationalhistoriske Museum på Frederiksborg Slot
  - Dette udnævnes ofte til et bedre billede end den endelige version.[7]
- En folketaler. Et forstudie., 1899, olie på lærred, 31 x 42 cm, Socialdemokratiet
  - I depot på Arbejdermuseet